# 黃煌雄
黃煌雄（1944年9月15日—），中華民國政治人物、史學作家（臺灣史、蔣渭水傳），民主進步黨籍，宜蘭縣人，國立臺灣大學政治系學、碩士畢業，現任台北政經學院基金會董事長，曾任第三、四屆監察委員、立法委員、國大代表、臺灣研究基金會創辦人，曾糾正馬英九的大巨蛋弊案，後任促進轉型正義委員會主任委員，2018年10月6日請辭。

## 簡歷
黃煌雄來自宜蘭縣鄉下的農家，1971年於國立台灣大學政治學研究所取得碩士後，致力於台灣近代民族運動史研究，並撰寫《蔣渭水傳》。1996-1998年前往美國哈佛大學費正清中心擔任訪問學人兩年。
從政期間多次擔任立法委員及監察委員。2014年1月，在檢察總長黃世銘的彈劾案投反對票。2018年3月，行政院提名為促轉會首任主委，五月就任。台大歷史系教授陳翠蓮透過媒體表示，因不能接受行政院提名促轉會主委人選，向政院高層婉拒出任委員，時代力量立委黃國昌也反對這項人事案，但總統蔡英文認為社會普遍認為是適合人選。黃煌雄表示秉持「探索真相，伸張公義，追求和解」面對促轉會。針對台大歷史系教授陳翠蓮提出黃煌雄消費蔣渭水的說法，蔣渭水後代家屬共同發表聲明，共同肯定黃煌雄在戒嚴時期為蔣渭水立傳的努力與成果不容抹煞

## 評價
- 臺獨人士、前監察委員錢林慧君讚許黃煌雄是「一位認真、執著的人」，但「他很理性，聽得下別人的意見，是一位理性的人」，陳師孟也說黃不是一個很LOW的人，促轉會主委讓他做做看。

- 時任國民黨主席吳敦義讚許黃煌雄：「前監察委員黃煌雄任內曾花很多時間與精神調查過當年國民黨的黨產，雖然黃煌雄以前是民進黨籍，但由其擔任黨產處理工作，或許公信力會比較高、爭議性也會比較低。」[12]

- 2018年9月，促轉會副主委張天欽及促轉會部分委員的發表言行，導致促轉會遭批為「東廠」。時任國民黨主席吳敦義說：「這個還OK的人（黃煌雄）就被架空了，就被蔡英文女士把他架空了，跟張天欽這個魏忠賢把他架空了。」[13]同年10月6日，黃煌雄辭去了促轉會主委的職位（參見「張天欽東廠風波」）。[14]

## 選舉紀錄
| 年度 | 選舉屆數                     | 選舉區               | 所屬政黨   | 得票數    | 得票率 | 當選標記 | 備註 |
| ---- | ---------------------------- | -------------------- | ---------- | --------- | ------ | -------- | ---- |
| 1980 | 第一屆立法委員第三次增額選舉 | 臺灣省第一選舉區     | 無黨籍     | 69,760    | 8.01%  |          |      |
| 1983 | 第一屆立法委員第四次增額選舉 | 臺灣省第一選舉區     | 無黨籍     | 62,182    | 6.53%  |          |      |
| 1986 | 第一屆立法委員第五次增額選舉 | 臺灣省第一選舉區     | 民主進步黨 | 99,625    | 8.70%  |          |      |
| 1989 | 第一屆立法委員第六次增額選舉 | 臺灣省第二選舉區     | 民主進步黨 | 32,965    | 19.32% |          |      |
| 1991 | 第二屆國民大會代表選舉       | 全國不分區選舉區     | 民主進步黨 | 2,036,271 | 23.3%  |          |      |
| 1992 | 第二屆立法委員選舉           | 台北縣立法委員選舉區 | 民主進步黨 | 64,783    | 4.66%  |          |      |
| 1995 | 第三屆立法委員選舉           | 台北縣立法委員選舉區 | 民主進步黨 | 30,368    | 2.15%  |          |      |

## 著作
- 1975，《論戰國時代的合縱與連橫》。
- 1976，《台灣的先知先覺者：蔣渭水先生》。
- 1977，《台灣抗日史話》。
- 1978，《國民黨往何處去》。
- 1980，《到民主之路》。
- 1983，《台灣的轉捩點：訪問演講篇》。
- 1983，《台灣的轉捩點：國會質詢篇》。
- 1986，《國民黨支配時代的結束》。
- 1989，《從抗爭到執政》。
- 1992，《建國新藍圖》。
- 1992，《台灣抗日史話》，前衛出版社，ISBN 9579512019。
- 1995，《蔣渭水傳：台灣的先知先覺者》，前衛出版社，ISBN 9578012306。
- 1995，《戰略：台灣向前行》，前衛出版社，ISBN 9578010605。
- 1999，《在哈佛的沈思：從世界看台灣》，新自然主義，ISBN 9576963176。
- 2000，《還財於民：國民黨黨產何去何從？》， 台灣研究基金會、商周出版，ISBN 9576676614。
- 2006，《蔣渭水傳：臺灣的孫中山》，時報出版，ISBN 9571345164。
- 2006，《兩個太陽的臺灣：非武裝抗日史論》，時報出版，ISBN 9571345164。
- 2006，《人民的力量：蘭陽平原的雨月四十八天》，玉山社，ISBN 9867375874。
- 2015，《少年讀三國：黃煌雄品評三國演義》，台灣研究基金會，ISBN 9789573026150。
- 2015，《論戰國時代的合縱與連橫》，唐山出版社，ISBN 9789863070931。
- 2017，《台灣國防變革1982－2016》，時報出版，ISBN 9789571369280。

## 外部連結
- 監察院 （页面存档备份，存于）
- 財團法人台灣研究基金會網站 （页面存档备份，存于）

| 官衔   | 官衔                                                   | 官衔        |
| ------ | ------------------------------------------------------ | ----------- |
| 行政院 |                                                        |             |
| 新頭銜 | 促進轉型正義委員會主任委員 2018年5月31日—2018年10月6日 | 繼任： 楊翠 |